# Vetice
Vetice è una frazione del comune di Montefortino, in provincia di Fermo, nelle Marche. La frazione si trova all'interno del territorio controllato dal Parco nazionale dei Monti Sibillini.
L'abitato è sparso su tutta la pendice orientale del Monte Pizzo, ed è composto da diverse case isolate e contrade: Camiè, Capodacqua, Tribio, Forca, Ferrazza, li Ciatti, Colle de La Roscia, Palazzetto, Vallese.

## Etimologia
Non esistono notizie documentate relative all'origine del nome. Tuttavia vi sono nella lingua italiana e nel dialetto locale, alcuni nomi di piante che potrebbero aver suggerito il nome Vetice:
- Vìtice: termine italiano, seppur poco utilizzato, per indicare l'agnocasto[2]
- Vétrice: altro nome del salice[3]
- Véteca: nel dialetto locale indica il ramo di vitalba o di salice

Anche in altre zone montane dell'Italia centrale esistono toponimi simili: come Fonte Vetica presso Campo Imperatore, o Costa Vetiche nella valle del Fiastrone.

## Geografia fisica

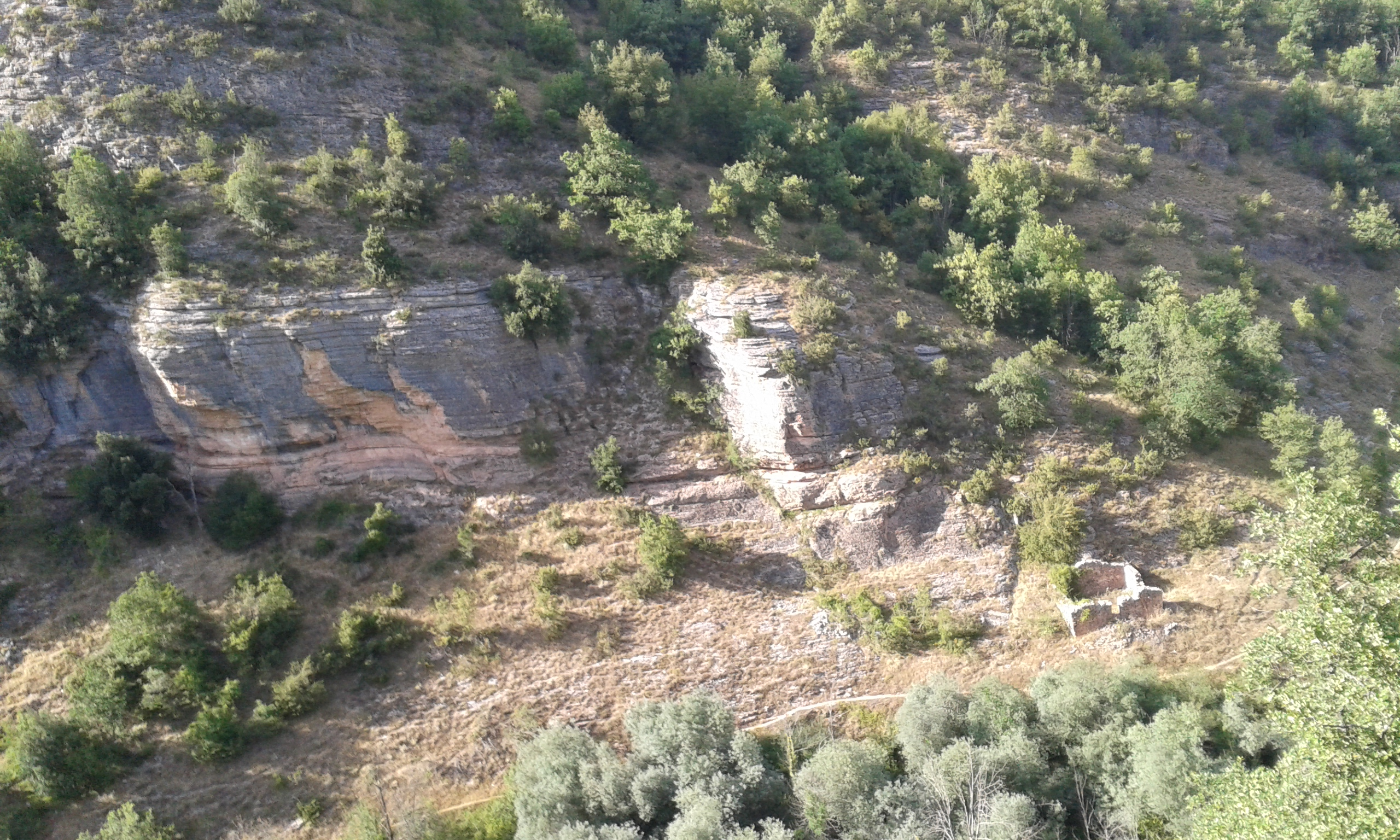
Rocce rosse sulla valle del Tenna, nell'area sottostante la Roccaccia. Si distinguono anche i resti di un vecchio casale.

Le case e i nuclei abitativi che costituiscono la frazione di Vetice sono sparse sulle pendici orientali del Monte Pizzo, che più a est dei vertiginosi salti rocciosi si tramutano in un declivio collinare, il quale digrada fino a valle tra boschi e campi coltivati. Detta falda del monte è delimitata a sud dal fiume Tenna e a nord e a nord-est dal torrente Ambro, che confluendo poi nel primo in località Tre Ponti, chiude il semicerchio che delimita completamente i colli di Vetice.
I versanti meridionale e settentrionale affacciati sui due fiumi non sono per nulla lievi, ma precipitano rispettivamente nel Tenna e nell'Ambro con alte pareti rocciose di calcare rosato.
Sul versante nord svetta un piccolo colle che sovrasta l'abitato, sul quale sorge la chiesa di San Niccolò. La parte meridionale della frazione, detta Colle de La Roscia, è divisa dagli altri nuclei da un fosso che si getta nel Tenna.

## Storia

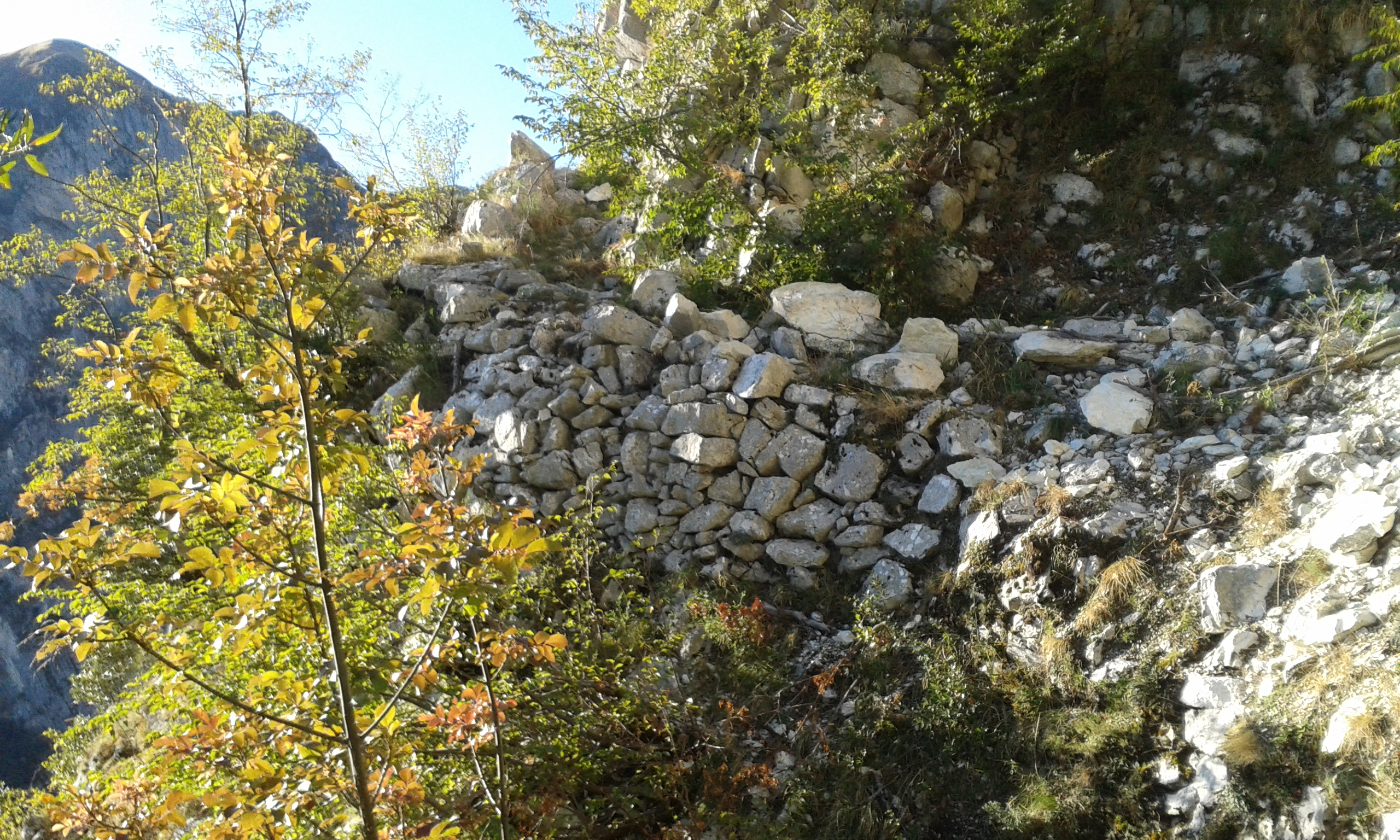
Muro di contenimento lungo la vecchia mulattiera per San Leonardo

Negli scritti seicenteschi dell’umanista Palmieri si fa risalire la fondazione di Montefortino alla Casa Roscia, una delle famiglie consolari inviate nel Piceno ai tempi di Pompeo. Anche la storia del castello di Vetice potrebbe essere legata a questa famiglia, e il toponimo "Colle della Roscia" potrebbe esserne un riferimento.
Vetice si trovava lungo la via di montagna che collegava l'Adriatico a Roma. La vecchia strada doveva risalire attraverso le asperità di M. Pizzo, fino all'Eremo di San Leonardo, per poi scendere lungo il fiume e costeggiarlo fino a Capotenna, e infine valicare l'Appennino all'altezza di passo Cattivo. La gola dell'Infernaccio rimase inaccessibile dall'attuale strada di Rubbiano fino al 1820.

## Monumenti e luoghi d'interesse
- Chiesa di San Niccolò da Bari: la ricostruzione dell'attuale edificio risale al XIX secolo, è stata ristrutturata nel 1994, ma non vi sono notizie riguardanti l'origine; la chiesa è posta su un colle in posizione dominante rispetto all'abitato, sul lato della valle dell'Ambro.[6]

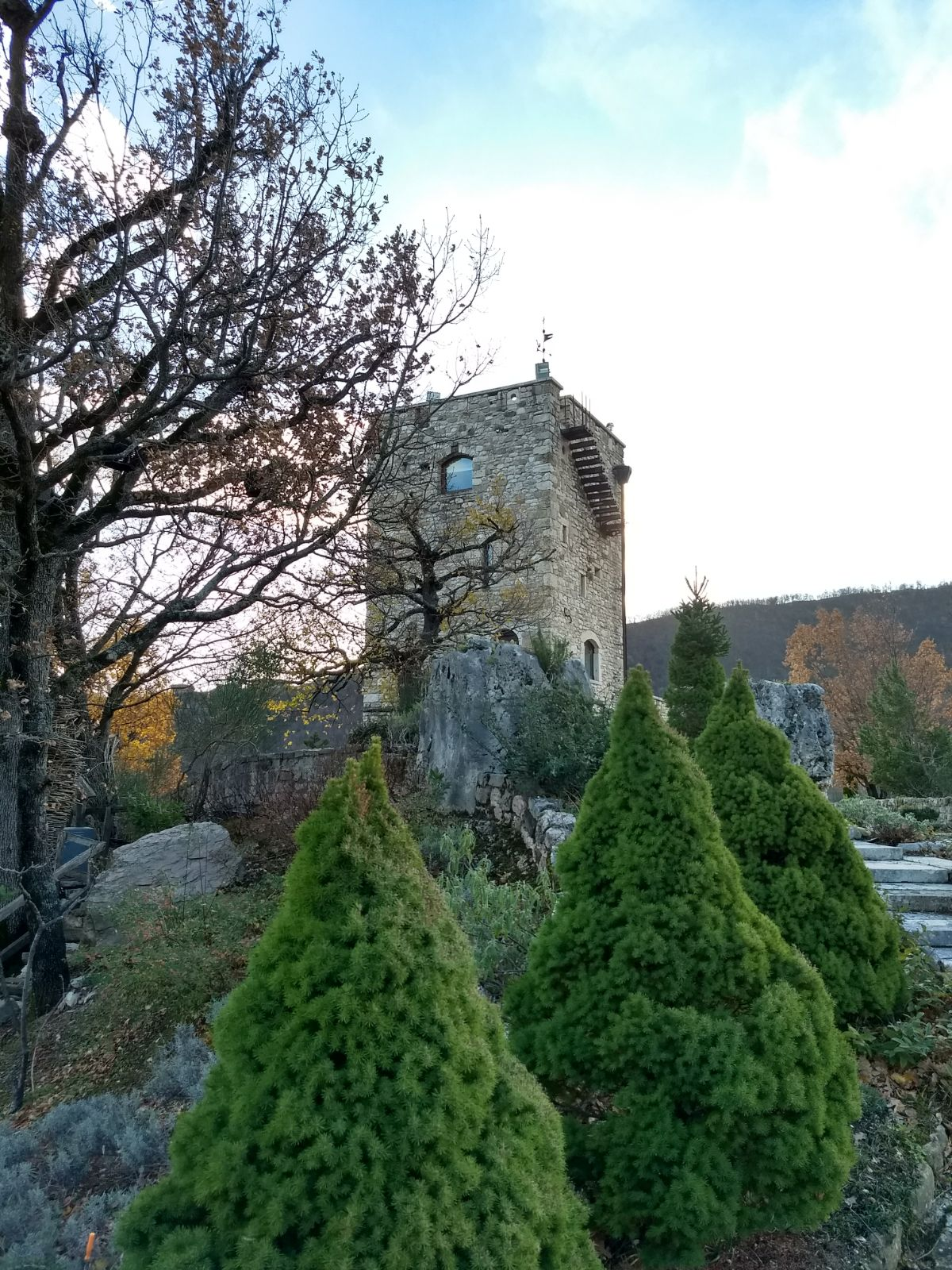
La Roccaccia

- La RoccacciaLa Roccaccia: antica torre medievale posta a guardia della valle del Tenna, situata ai piedi del Colle de La Roscia. Oggi ristruttura e mantenuta come residenza privata.
- Il Palazzetto, fino al XVI secolo fu l'Oratorio di S.Romualdo, residenza invernale degli eremiti camaldolesi di San Leonardo, che scendevano a Vetice quando la cattiva stagione non permetteva di svernare sul Volubrio. Divenne proprietà della famiglia Serafini durante l'ultimo secolo, ed è tutt'oggi abitazione privata. Sul tetto è ancora possibile scorgere il campanile a vela della cappellina originariamente inglobata nel'edificio.
- Residenza della famiglia Duranti, situata nella parte più alta della frazione. I signori Duranti, insieme ai Serafini, furono grandi proprietari terrieri di Vetice fino al secolo scorso. Acquistarono nel 1830 il Palazzo Leopardi presso il capoluogo.
- Le Case: il toponimo indica un gruppo di piccole abitazioni in pietra costruite lungo la strada di montagna che da Vetice risale la valle dell'Ambro verso le sorgenti, in zona denominata "Lu Pià" (nei pressi di Prato Porfìdia). Le casette erano utilizzate dai pastori del luogo, i quali vi si trasferivano periodicamente per avvicinarsi con il bestiame ai pascoli di montagna. Alcuni abitanti di Vetice ricordano di aver abitato le casette durante gli anni 50 o 60 del secolo scorso.
- Ruderi della chiesa di San Chiodo. Incastrata tra le alte pareti rocciose della Valleria e del Monte Pizzo, poco più a valle delle Gole dell'Infernaccio, lungo la sponda sinistra del fiume Tenna, sorgeva in tempi immemorabili la leggendaria chiesa di San Claudio (comunemente detta San Chiodo). Secondo i racconti degli abitanti che ne conservano memoria, in quella zona dovevano esserci dei prati destinati al pascolo del bestiame, tanto che fino agli inizi degli anni 80 la struttura che un tempo fu la chiesa era adibita a rifugio per il bestiame, prima di essere completamente abbandonata e smantellata per il recupero di materiali. Oggi la zona è immersa in un folto bosco ed è quasi inaccessibile, tanto che si potrebbe far fatica a credere che un tempo fosse un luogo quotidianamente frequentato; dell'edificio resta invece solo un rudere ricoperto dalla vegetazione. Dell'utilizzo della struttura come chiesa non si hanno fonti né memorie dirette, ma la tradizione orale vuole che quella struttura fu la chiesa di San Chiodo, e in effetti alcuni particolari di costruzione ancora visibili lasciano intendere che non si trattasse di un semplice casale di montagna.
- Le Rótte: ruderi di un antico rifugio per il bestiame presso il Colle de La Roscia, ricavato all'interno di un balcone naturale sulle rocce sovrastanti la valle del Tenna. Nella stessa zona ci sono anche due casali costruiti con pietre a secco a ridosso delle pareti.

### Edifici storici non più esistenti
- Vi era anticamente una struttura fortificata sul colle che sovrasta la chiesa di San Niccolò, da cui deriva appunto "Castellare" ("lu Castellà" in dialetto locale), nome con cui viene indicato il colle.Il Palazzetto, vecchio romitorio di San Romualdo

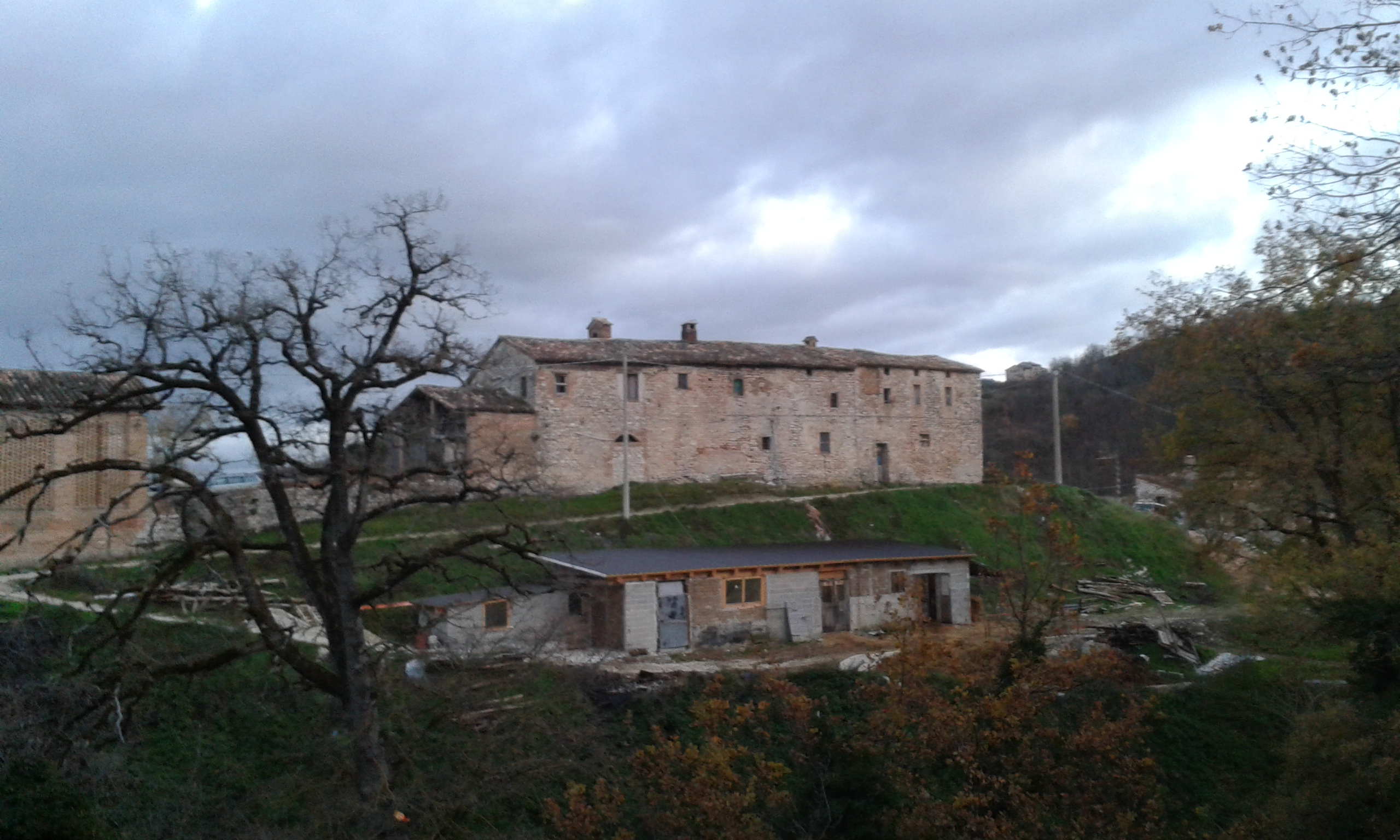
Il Palazzetto, vecchio romitorio di San Romualdo

- Lungo la strada attuale che porta alla frazione, sopra la contrada Vallese, c'è una curva a destra identificata come "curva di S.Stefano": fonti orali testimoniano che il toponimo è retaggio della presenza di un'antica chiesa posta nei paraggi.
- Edicola votiva o cappellina di San Marco. Gli anziani di Vetice e Rubbiano raccontano che lungo il fiume Tenna vi è un luogo identificato come "Santu Marco": dagli ultimi ricordi che si hanno sembra che si trattasse di un altare di pietra sistemato dentro una nicchia naturale su una parete rocciosa, a monte di San Chiodo.

### Le fonti di Vetice
Nei dintorni di Vetice sgorgano innumerevoli sorgenti d'acqua, molte delle quali rivestono particolare importanza storica in quanto da sempre utilizzate dagli allevatori del luogo:
- Fonte Vecchia
- Fonte Cupa
- Fonte Quèrtece
- Acqua Arva
- Vena dell'Acqua
- Fonte Bella (località Colle de la Roscia)
- Fonte del Pia' da So'
- Fonte delle Jere

## Galleria d'immagini

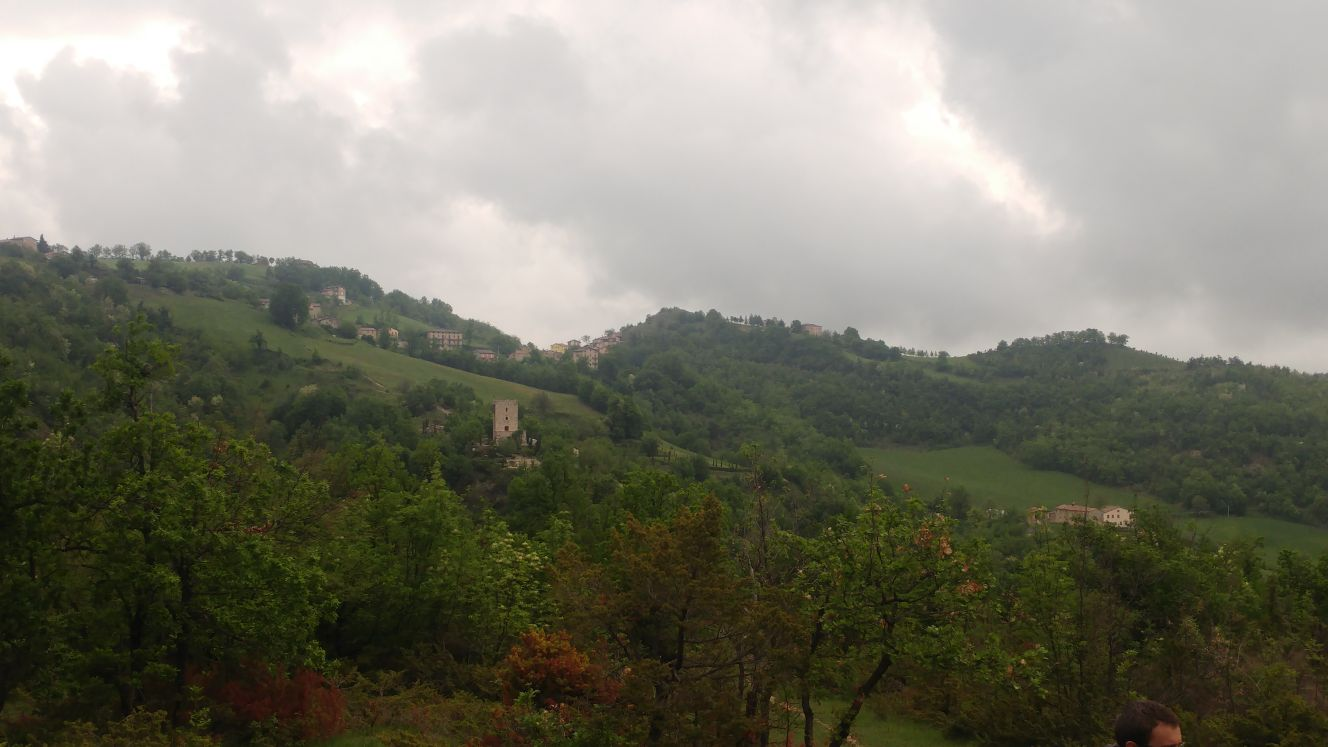
Panoramica dell'abitato
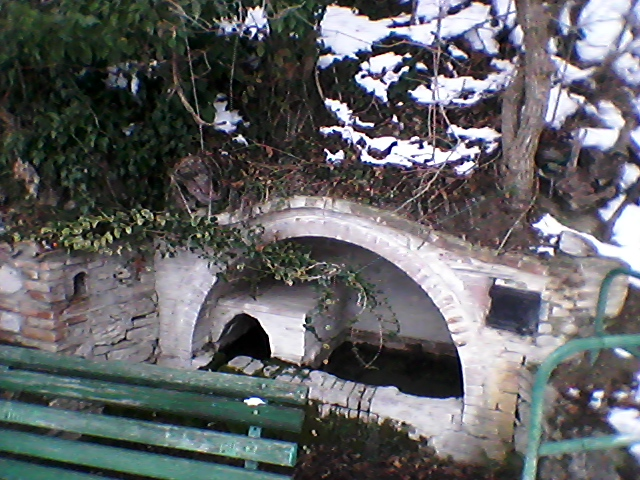
Fonte "de lu Tribbiu"
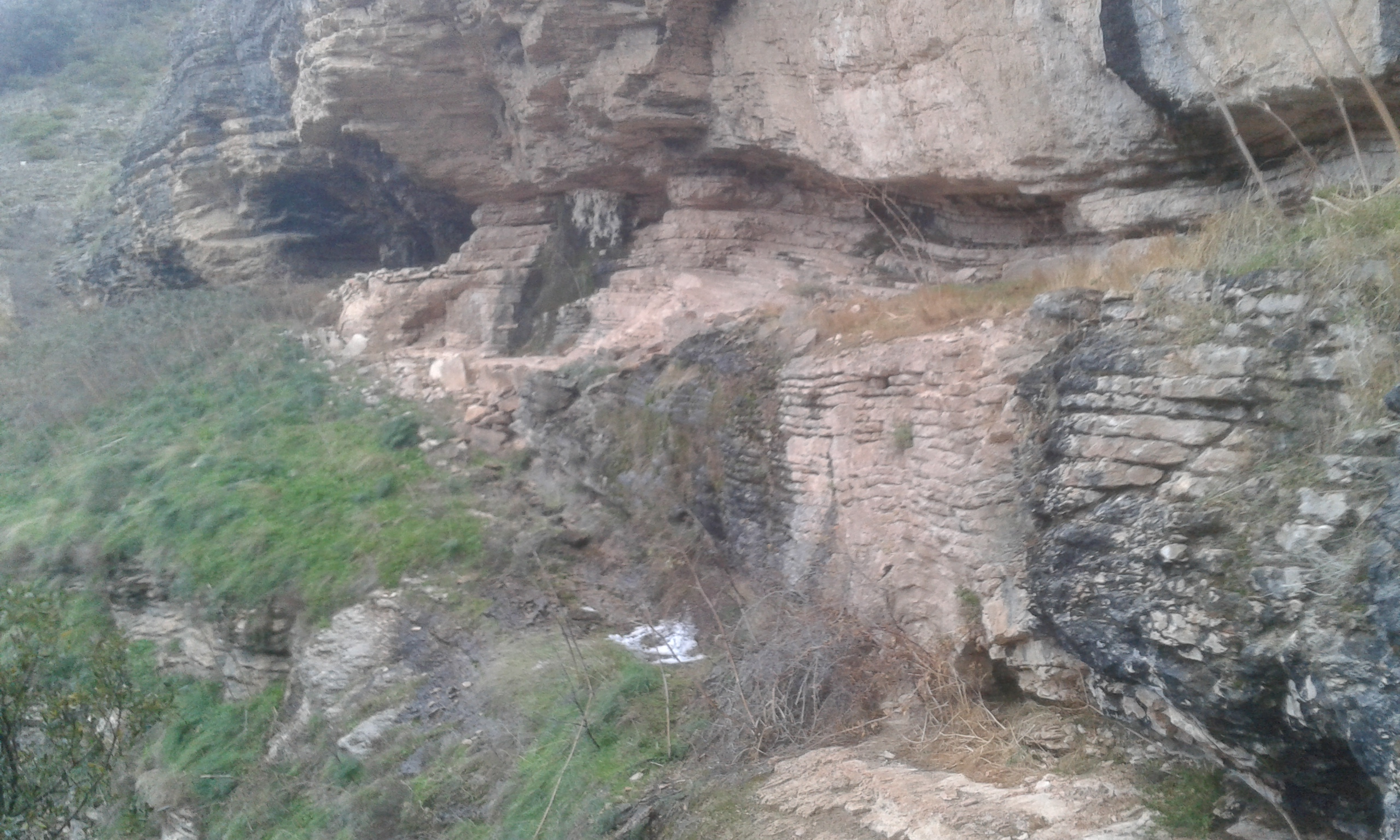
La Rótte: balcone naturale scavato nelle rocce affacciate sul Tenna, anticamente adibita a rifugio per gli ovini
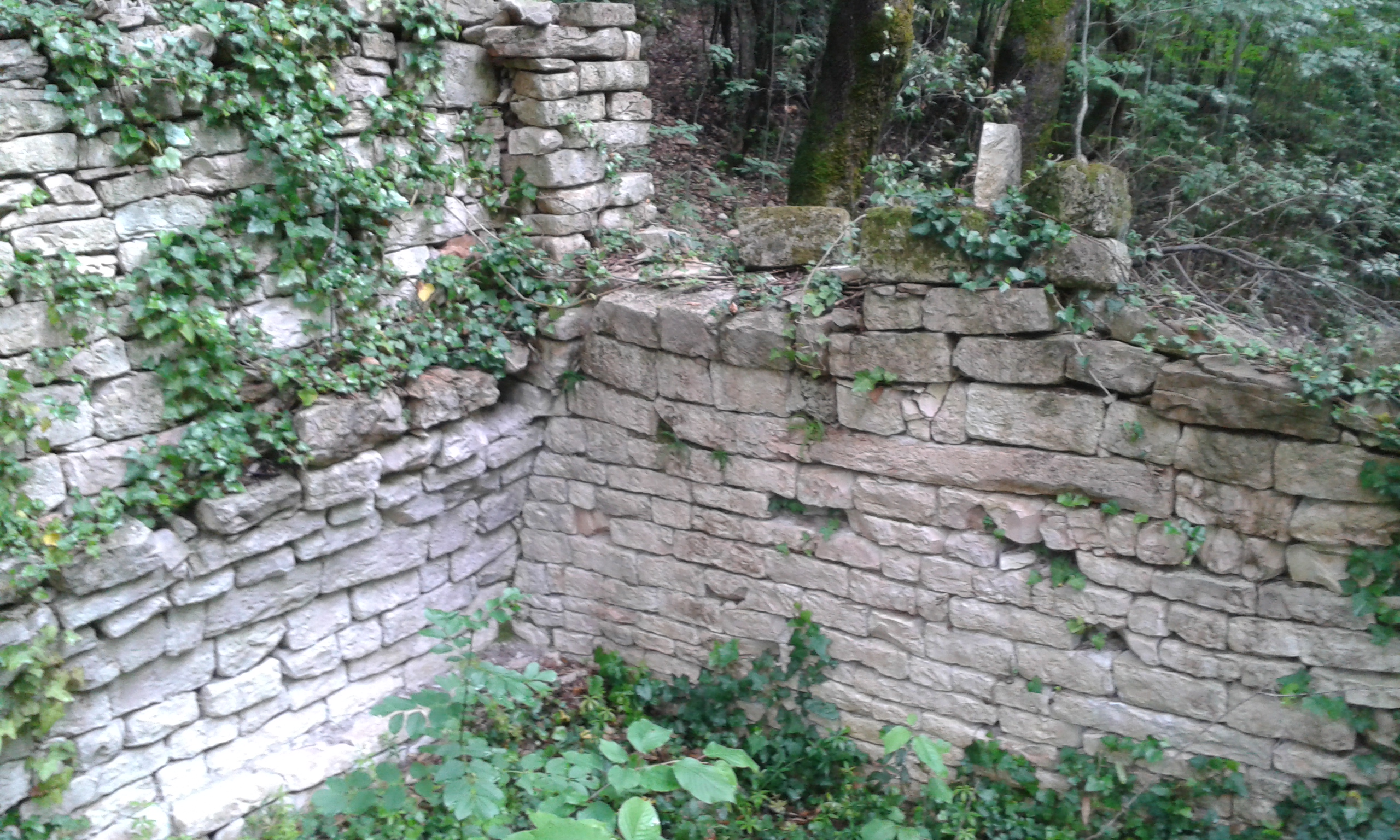
Resti della chiesa di San Chiodo
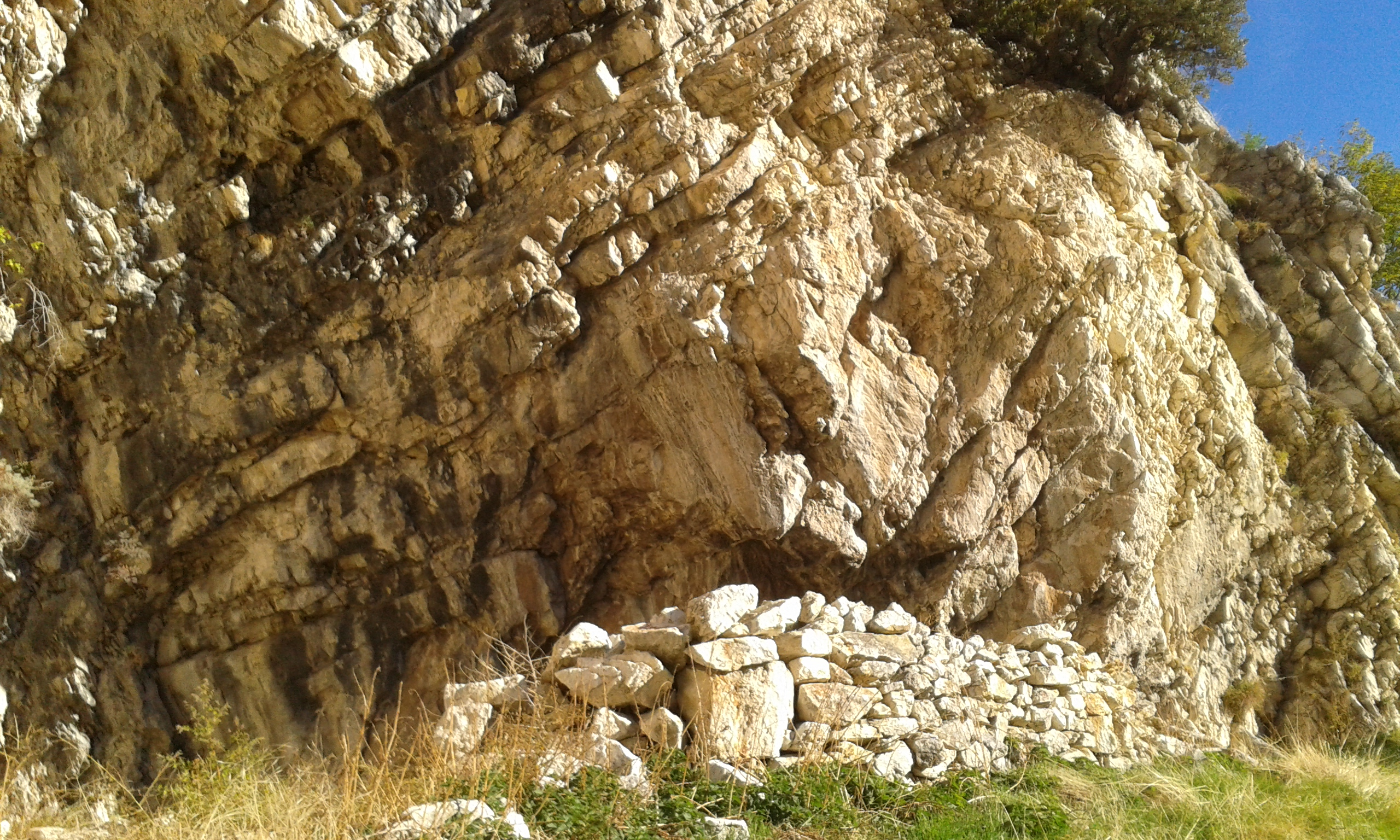
Rotta Canté: ruderi di un recinto per ovini sul Monte Pizzo, lungo la vecchia strada per l'eremo di S.Leonardo
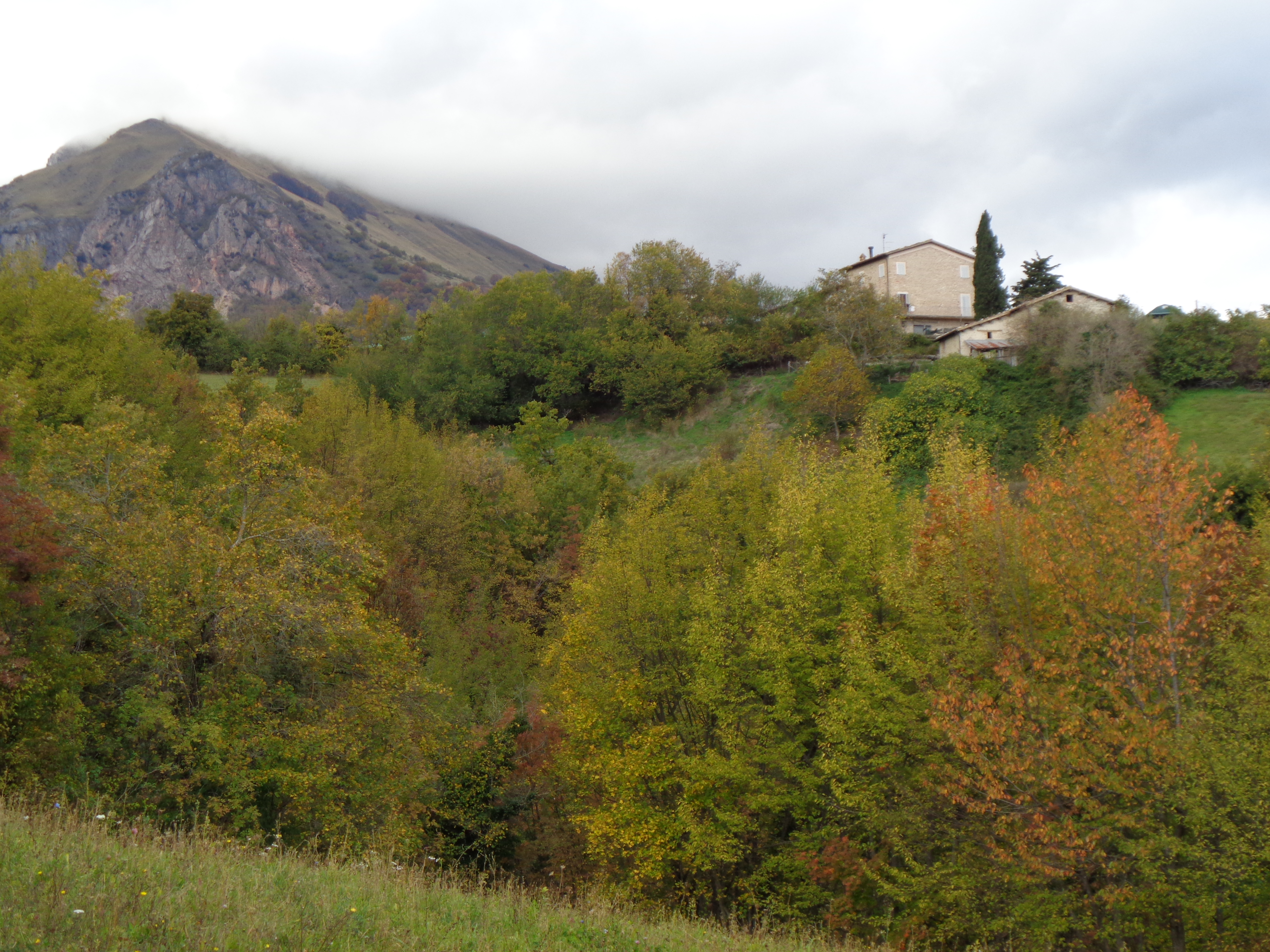
Palazzo Duranti
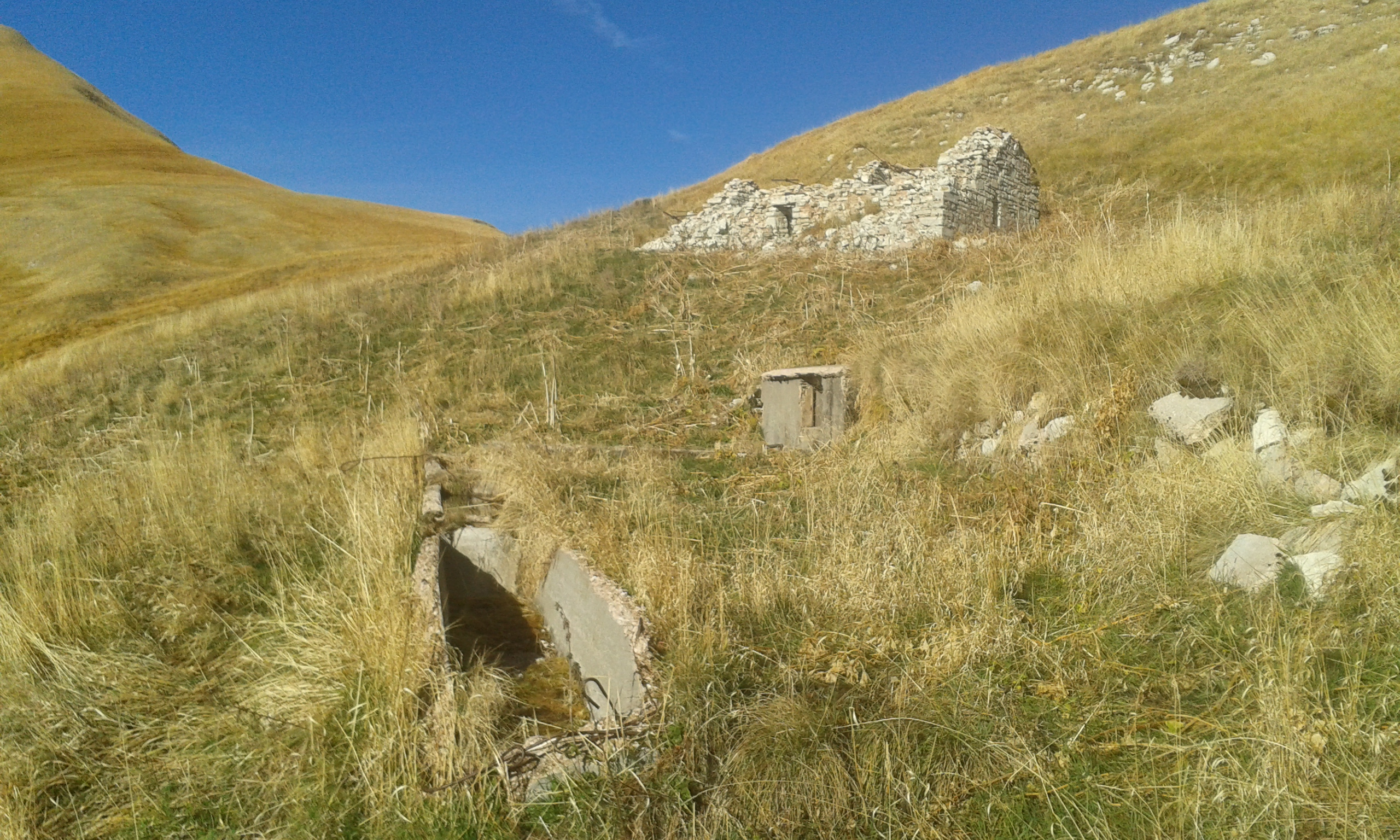
Ruderi del casale e della fonte delle Murelle, sul Monte Pizzo